# 紐約州律師公會
紐約州律師公會（New York State Bar Association (NYSBA)）為美國紐約州的自願性州律師公會。該公會的目標是培養法学的科學；促進法律的改革；促進司法第行政效率的提升，以及提高法律專業的誠信、榮譽、專業技能與禮節等之標準。

## 歷史沿革
紐約州律師公會於1876年11月21日在紐約州奥尔巴尼設立，並於1877年5月2日根據州議會法案成立之法人組織。第一任會長是大衛·貝內特·希爾。而埃利奥特·菲奇·谢泼德幫助建立了該公會，並於1884年擔任第五任會長。在簽署建立法律公會之立法改革中，取消了對婦女執業律師的限制。於1896年，紐約州律師公會提出了解決國家間爭端的第一個全球性的方策，也就是現在位於荷蘭海牙的常设仲裁法院。

## 參閱
- 律師公會
- 美国律师协会
- 美國州律師公會
- 紐約市律師公會

## 外部連結
- NYSBA （页面存档备份，存于）
- NYSTLA-New York State Trial Lawyers Association （页面存档备份，存于）